# Heribert Haensch
Heribert Haensch(* um 1912) war Ende der 1920er-Jahre ein deutscher Tischtennisspieler. Er nahm zweimal an Weltmeisterschaften teil.

## Erfolge
Haensch bestritt 14 Länderspiele von 1928 bis 1929. Er trat 1928 und 1929 bei Weltmeisterschaften an. Dabei erreichte er 1928 in Stockholm im Doppel mit dem Ungarn Dániel Pécsi das Halbfinale. Mit der deutschen Mannschaft belegte er 1928 Platz sieben und 1929 Platz sechs.
1928 hatte er im Doppelwettbewerb C. H. Hallett/Herbert Geen (Wales) und Valter Kolmodin/Hille Nilsson (Schweden) besiegt, unterlag dann jedoch den Ungarn László Bellák/Sándor Glancz.
In der deutschen Rangliste belegte Haensch 1929 Platz eins.

## Privat
Haensch lebte in Dresden.

## Turnierergebnisse
| Verband | Veranstaltung     | Jahr | Ort       | Land | Einzel    | Doppel        | Mixed        | Team |
| ------- | ----------------- | ---- | --------- | ---- | --------- | ------------- | ------------ | ---- |
| GER     | Weltmeisterschaft | 1929 | Budapest  | HUN  | Scratched | letzte 32     | Scratched    | 6    |
| GER     | Weltmeisterschaft | 1928 | Stockholm | SWE  | letzte 64 | Viertelfinale | keine Teiln. | 7    |